# Hope Valley Reservoir
Hope Valley Reservoir är en reservoar i Australien. Den ligger i delstaten South Australia, omkring 11 kilometer nordost om delstatshuvudstaden Adelaide. Hope Valley Reservoir ligger 102 meter över havet. Arean är 0,48 kvadratkilometer. Den sträcker sig 0,9 kilometer i nord-sydlig riktning, och 1,0 kilometer i öst-västlig riktning.
I omgivningarna runt Hope Valley Reservoir växer i huvudsak blandskog. Runt Hope Valley Reservoir är det ganska tätbefolkat, med 58 invånare per kvadratkilometer. Genomsnittlig årsnederbörd är 593 millimeter. Den regnigaste månaden är juli, med i genomsnitt 95 mm nederbörd, och den torraste är december, med 13 mm nederbörd.